# Tammenga
Tammenga is een van de 12 stadsressorten van de Surinaamse hoofdstad Paramaribo. Tammenga ligt ten westen van het centrum van de stad. In 2012 had Tammenga volgens cijfers van het Centraal Bureau voor Burgerzaken (CBB) 15.819 inwoners.

## Overzicht
Het ressort is vernoemd naar Henderijkes Tammenga (1815-1864). Hij was naar Suriname gekomen om een plantage te stichtten, maar dat was niet gelukt. In 1852 begon hij een boerderij in de buurt van Paramaribo. Aan het eind van de 19e eeuw zijn grote gedeeltes van het gebied verkocht aan Hindoestaanse contractarbeiders.
Veel bedrijven en instellingen bevinden zich in het Tammenga ressort zoals de Anton de Kom Universiteit, het Lalla Rookh Museum (Lalla Rookh-complex), het Ministerie van Openbare Werken, het Nationaal Indoor Stadion en het Dr. Ir. Franklin Essed Stadion.

## Geboren
- Bernardo Ashetu (1929-1982), dichter en schrijver

Beekhuizen · Blauwgrond · Centrum · Flora · Latour · Livorno · Munder · Pontbuiten · Rainville · Tammenga · Weg naar Zee · Welgelegen